# Tiutiunnyky (obwód żytomierski)
Tiutiunnyky (ukr. Тютюнники) – wieś na Ukrainie, w obwodzie żytomierskim, w rejonie żytomierskim. W 2001 liczyła 962 mieszkańców, wśród których 953 wskazało jako ojczysty język ukraiński, 8 rosyjski, a 1 mołdawski.